# Relazioni bilaterali tra Italia e Iraq
Le relazioni bilaterali tra Italia e Iraq fanno riferimento ai rapporti diplomatici fra la Repubblica Italiana e la Repubblica d'Iraq. L'Italia ha un'ambasciata a Baghdad e un consolato generale a Erbil, l'Iraq ha un'ambasciata a Roma.

## Storia

### Dall'indipendenza irachena (1932) alla seconda guerra mondiale
Nel giugno del 1940, in seguito all'entrata in guerra dell'Italia fascista a fianco della Germania, il governo iracheno filo-britannico decise di non interrompere i rapporti diplomatici con l'Italia, come era stato fatto con la Germania. Per questo motivo la legazione italiana a Baghgad divenne il cuore della propaganda anti-britannica operata dall'Asse. In questo furono aiutati dal Gran Mufti di Gerusalemme, Amin al-Husseini. Husseine era fuggito dalla Palestina poco prima dello scoppio della guerra e aveva ottenuto asilo a Baghdad.
In seguito al colpo di stato Iraq del 1941, il nuovo governo dell'Iraq decise di tagliare definitivamente i rapporti con il Regno Unito, espellendo tutti i politici filo-britannici dal paese, mantenendo invece i rapporti con l'Italia.
Al termine del conflitto anglo-iracheno, Rashid Ali e il Mufti di Gerusalemme fuggirono in Persia, poi in Turchia, Italia e infine a Berlino, dove Ali viene accolto da Hitler e salutato come capo del governo iracheno in esilio. Nelle trasmissioni propagandistiche, il Mufti continua a richiamare gli Arabi alla ribellione contro i britannici, a fianco dei tedeschi e degli italiani. Grazie al suo aiuto, inoltre, alcuni volontari musulmani si arruolarono nelle Waffen SS ovvero il reparto stanziato nei Balcani.

### Guerra Iran-Iraq
Le relazioni tra i due paesi si rafforzarono quando l'Italia inviò aiuti economici e assistenza navale a Saddam Hussein, durante il conflitto Iran-Iraq negli anni '80.
In particolare gli aiuti forniti dall'Italia all'Iraq furono di tipo economico e finanziati dalla Banca Nazionale del Lavoro (BNL), la quale finanziò l'esercito iracheno per svariati miliardi di dollari. Inoltre, pur non essendo direttamente collegato al conflitto, l'Italia fu uno dei principali partner dello sviluppo del programma nucleare iracheno.
Per quanto riguardava gli armamentari convenzionali, l'Italia fornì mine terrestri e marine sia all'Iraq che all'Iran. Inoltre l'Iraq acquistò dall'Italia elicotteri e navi, sebbene queste ultime vennero messe sotto sequestro durante l'embargo.
Nel 1990 Roberto Formigoni raccolse consensi grazie ad una missione in Iraq, che lo vedeva coinvolto, che riuscì a liberare alcuni tecnici italiani tenuti in ostaggio dal governo locale.

### La Guerra del Golfo
Nel 1991 l'Italia, insieme alle altre nazioni europee, sostenne la proposta francese di un intervento delle Nazioni Unite in Kuwait, con l'intento di costringere le truppe irachene al ritiro.In seguito l'Italia, come membro della coalizione multinazionale, prese parte alle operazioni Desert Shield e Desert Storm, nell'ambito della Guerra del Golfo.

### Gli ultimi anni di Saddam Hussein (1991-2003)
Durante un meeting avvenuto in Iraq nel 2000, tra un rappresentante del parlamento iracheno, Hamid Rashid Al-Rawee e una delegazione parlamentare italiana, si decise di rafforzare i rapporti diplomatici tra i due paesi. Sia Al-Rawee sia Rocco Buttiglione, capo della delegazione italiana, concordarono sulla volontà di estendere le relazioni a tutti gli ambiti. Buttiglione, inoltre, espresso solidarietà al popolo iracheno che pativa le conseguenze delle sanzioni imposte dalle Nazioni Unite.
In seguito Roberto Formigoni fu coinvolto dello scandalo del programma Oil-for-food e accusato di aver acquistato un milione di barili di petrolio (circa 160.000 metri cubi) ad un prezzo inferiore a quello di mercato.

### Il ruolo dell'Italia nell'invasione dell'Iraq del 2003
Nel gennaio del 2003, alcuni attivisti del Partito Radicale cercarono di avviare le trattative (campagna denominata Free Iraq) per portare all'esilio di Saddam Hussein e ad una fase di pacifica transizione in Iraq, interrompendo l'invasione. Il parlamento italiano incaricò il governo di perseguire questa opzione come alternativa alla guerra, ma i governi di Regno Unito e Stati Uniti si opposero a questa strategia, nonostante l'Italia avesse assicurato l'accettazione da parte di Saddam, tramite contatti con Muʿammar Gheddafi. In seguito i Radicali si opposero fermamente alle condanne a morte di Saddam e Tareq Aziz.
Il governo Berlusconi diede pieno sostegno agli Stati Uniti nel loro tentativo di ottenere un mandato dalle Nazioni Unite per l'invasione dell'Iraq. Nel febbraio 2003, il Segretario di Stato americano, Colin Powell, si rivolse all'Assemblea Generale delle Nazioni Unite, cercando di ottenere l'autorizzazione a procedere con l'invasione. Powell presentò prove che l'Iraq stesse effettivamente producendo armi chimiche e biologiche, oltre ad avere contatti con al-Qaeda. In seguito alle dichiarazioni di Powell, Stati Uniti, Regno Unito, Polonia, Italia, Australia, Danimarca, Giappone e Spagna si dichiararono favorevoli all'intervento militare in Iraq, mentre alcuni membri della NATO, come Canada, Francia e Germania, insieme alla Russia, ritenevano necessario proseguire per vie diplomatiche. Di fronte alla certezza del veto di Francia e Russia, i paesi favorevoli all'intervento militare, capeggiati dagli USA, ritirarono la loro proposta.
Nel marzo del 2003, USA, Regno Unito, Spagna, Australia, Polonia, Danimarca e Italia diedero inizio ai preparativi per l'invasione dell'Iraq. Il 17 marzo il presidente americano, George W. Bush, mandò un ultimatum di 48 ore a Saddam: arrendersi e lasciare l'Iraq insieme ai suoi due figli, Uday e Qusay.Tuttavia il bombardamento americano ebbe inizio il giorno prima della scadenza dell'ultimatum, il 18 marzo. A differenza della guerra in Afghanistan (iniziata nel 2001), questo conflitto non aveva ricevuto nessuna autorizzazione esplicita dalle Nazioni Unite.
La guerra del 2003 colpì anche il patrimonio storico dell'Iraq, con numerosi artefatti che furono rubati o danneggiati; circa 40 oggetti in avorio furono spediti a Roma, negli studi dell'Istituto Centrale per il Restauro. Il museo nazionale iracheno di Baghdad possiede la più vasta collezione di oggetti in avorio del periodo assiro al mondo. Negli ultimi anni questi reperti hanno subito gli effetti della guerra, oltre che delle cattive condizioni di conservazione. Alcuni degli oggetti più preziosi furono restaurati dal team dell'Istituto Centrale nel 2004, subito dopo l'istituzione di un nuovo laboratorio da parte del Ministero dei Beni Culturali.
Il 12 novembre del 2003 una caserma italiana a Nāṣiriya fu teatro di un attentato terroristico in cui persero la vita 17 carabinieri, due civili italiani e nove civili iracheni. Più di cento persone rimasero ferite, tra cui 19 soldati italiani. Questo attentato fu il peggior incidente che vedeva coinvolti soldati italiani dall'operazione UNITAF in Somalia e la più grande perdita di soldati italiani dalla seconda guerra mondiale.
Il 4 marzo 2005 i servizi segreti italiani riescono a liberare la giornalista Giuliana Sgrena, rapita un mese prima da un commando iracheno. Durante il trasferimento all'aeroporto di Baghdad, l'auto su cui viaggiano la Sgrena e due agenti dei servizi segreti finisce sotto una raffica di fuoco amico di alcune truppe americane e l'agente Nicola Calipari viene ucciso. L'incidente crea forti tensioni tra Italia e Stati Uniti e accresce il sentimento negativo della popolazione italiana nei confronti degli USA:
Nel 2008 il governo Prodi decide di ritirare tutte le truppe italiane stanziate in Iraq.

## Diaspora irachena in Italia
Attualmente vi sono circa 17.300 iracheni residenti in Italia, la maggior parte dei quali a Roma.